# Azione Rivoluzionaria
Azione Rivoluzionaria était un groupe anarchiste italien armé, très attaché à l’extrême gauche, formé en 1977 en Toscane sur la vague de réflexion et le débat sur le situationnisme et le mouvement allemand  Mouvement du 2 Juin . Seule guérilla italienne se réclamant de l'anarchisme, cette organisation est née du rapprochement entre féministes et anciens du groupe opéraïste.

## Histoire
Azione Rivoluzionaria représentait un mouvement parmi les mouvements armés de l’époque pour une approche organisationnelle formée par des «groupes d’affinité» liés par une intimité et une grande confiance entre leurs membres, principalement des étudiants, d’anciens travailleurs anarchistes, anciens partisans, prolétariens, prisonniers et libertaires de nombreux autres pays. De ce fait elle est aussi appelée ARI, Action révolutionnaire internationale, avec des Allemands, des Français, des Suisses et deux anciens combattants chiliens liés au personnel du président Salvador Allende. L'un d'entre eux a perdu la vie dans une explosion à Turin.
Les actions du groupe visaient principalement les médias, la démocratie chrétienne en tant que parti au pouvoir et celui qui l'avait rejoint au sein de l'unité nationale, le PCI, une fois encore sans faire de victimes. Les journaux concernés étaient La Stampa (lors de la préparation de l'attaque, deux militants sont morts), l'Unità, Il Corriere della Sera et La Gazzetta del Popolo.
Parmi les autres actes importants, citons la blessure du journaliste de l’Unità Nino Ferrero, la tentative d’enlèvement de l’armateur Tito Neri et les attentats à la bombe perpétrés contre des vendeurs de voitures à Rome.
Le groupe opérait en Ligurie, Latium, Lombardie, Piémont, Toscane et  Val d'Aoste. Ses dirigeants étaient Gianfranco Faina (en) et Salvatore Cinieri, qui, avec 86 autres personnes, ont fait l'objet d'une enquête pour ces activités. Cinieri est mort en prison en 1979, tué par un prisonnier de droit commun qui l'accusait de révéler un plan d'évasion, alors qu'à Faina, pendant sa détention, on lui diagnostiqua un cancer du poumon au stade avancé. 
En 1980, lors du procès contre l'organisation qui s'est tenu à Livourne, les accusés ont officiellement déclaré l'association dissoute. Les juges ont accordé la libération sous caution à Faina en décembre 1980; deux mois plus tard, il mourut chez lui à Pontremoli, dans la province de Massa Carrara. Certains militants encore libres finiront par rejoindre Prima Linea.